# Jandola
Jandola är en ort i de federalt administrerade stamområdena, ett halvautonomt territorium i nordvästra Pakistan. Den är huvudort för den administrativa gränsregionen Tank, och folkmängden uppgick till cirka 9 000 invånare vid folkräkningen 2017.